# Elymus littoreus
Elymus littoreus là một loài thực vật có hoa trong họ Hòa thảo. Loài này được (Schumach.) Lambinon mô tả khoa học đầu tiên năm 1983.